# Bhargav Bhatt

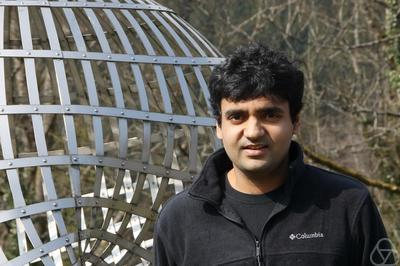
Bhargav Bhatt, 2015

Bhargav Bhatt (* 12. September 1983) ist ein indisch-US-amerikanischer Mathematiker.

## Leben
Bhatt studierte ab 2001 an der Columbia University Mathematik mit dem Bachelor-Abschluss in angewandter Mathematik bei Shou-Wu Zhang 2005 summa cum laude. Während seines Studiums arbeitete er auch im Brückenbau in der Bauingenieursabteilung der Columbia University. Danach setzte er sein Studium an der Princeton University fort, an der er 2010 bei Aise Johan de Jong promoviert wurde (Derived direct summands). Als Post-Doktorand war er 2010 bis 2012 Assistant Professor an der University of Michigan und 2012 bis 2014 am Institute for Advanced Study (IAS). 2014 wurde er Associate Professor (ab 2015 Gehring Associate Professor) und 2018 Professor an der University of Michigan. Seit 2022 ist er Professor am Institute for Advanced Study.

## Werk
Er befasst sich mit arithmetischer algebraischer Geometrie, Theorie von Singularitäten und kommutativer Algebra, insbesondere p-adischer arithmetischer Geometrie und entsprechenden Kohomologietheorien. Unter anderem arbeitete er über Perfektoid-Räume mit deren Urheber Peter Scholze, mit dem er auch eine Vereinheitlichung der Kohomologiekonzepte der arithmetischen Geometrie entwickelte (prismatische Kohomologie).

## Auszeichnungen und Mitgliedschaften
Ab 2019 ist er für fünf Jahre Simons Investigator und 2015 bis 2021 war er Packard Fellow. Er hatte 2018 den Eilenberg Chair an der Columbia University und war 2019 Chern Professor am MSRI. Er war 2020 Gastwissenschaftler am IAS.
Für 2021 erhielt er den New Horizons in Mathematics Prize für herausragende Arbeiten in kommutativer Algebra und arithmetischer algebraischer Geometrie, speziell für die Entwicklung von p-adischen Kohomologietheorien (Laudatio). Ebenfalls 2021 erhielt er den Clay Research Award zuerkannt. 2022 hielt er einen Plenarvortrag auf dem Internationalen Mathematikerkongress (Algebraic geometry in mixed characteristics). Im selben Jahr wurde ihm der Nemmers-Preis für Mathematik zugesprochen. 2023 wurde er mit dem Infosys-Preis ausgezeichnet.

## Schriften
- mit Peter Scholze, Ana Caraiani, Kiran Kedlaya, Jared Weinstein: Lectures from the 2017 Arizona Winter School on Perfectoid Spaces, AMS Mathematical Surveys and Monographs 242, 2019, darin von Bhatt: The Hodge-Tait decomposition via perfectoid spaces.
- mit Jacob Lurie: A Riemann-Hilbert correspondence in characteristic p, Cambridge Journal of Mathematics, Band 7, 2019, S. 71–217, Arxiv
- mit Matthew Morrow, P. Scholze: Topological Hochschild homology and integral p-adic Hodge theory, Pub. Math. IHES, Band 129, 2019, S. 199–310, Arxiv
- mit Morrow, Scholze: Integral p-adic Hodge theory. Publ. Math. Inst. Hautes Études Sci. 128 (2018), 219–397.
- mit Peter Scholze: Prisms and Prismatic Cohomology, Arxiv 2019
- mit P. Scholze: Projectivity of the Witt vector affine Grassmannian, Inventiones Mathematice, Band 209, 2017, S. 329–423.
- mit P. Scholze: The pro-étale topology for schemes, Asterisque, Band 369, 2015, S. 99–201
- What is … a Perfectoid Space? Notices AMS, Band 61, Heft 9, 2014, S. 1082–1084, PDF
- mit Akhil Mathew: The arc-topology. Duke Math. J. 170 (2021), no. 9, 1899–1988.
- mit Peter Scholze: Prisms and prismatic cohomology, Annals of Mathematics, to appear, Arxiv 2019
- Algebraic geometry in mixed characteristic, ICM 2022, Arxiv